# ブレア・フォックス
ブレア・フォックス（Br'er Fox）は、ジョーエル・チャンドラー・ハリスの作品『リーマスおじさん（Uncle Remus）』シリーズに登場する架空のキツネ。また、その作品を原作としたディズニー映画『南部の唄』に登場するディズニーキャラクターである。名前のブレア（br'er）はブラザー（brother）の南部訛りである。

## ディズニーにおけるブレア・フォックス
擬人化されている。主人公であるブレア・ラビットと敵対しているためディズニー・ヴィランズに分類される。日本では「スプラッシュ・マウンテン」での呼称に従い、きつねどんと呼ばれることもある。

### 南部の唄
日本語吹き替え版での呼称は旧吹き替え版ではずるぎつね、新吹き替え版ではきつねくん。チカピンヒル（旧吹き替え版ではチカピンヶ丘）という丘の上に住むずる賢いキツネ。ブレア・ラビットを捕まえて食べようと綿密な計画を立てているが、毎回ブレア・ラビットに出し抜かれたり相棒のブレア・ベアに邪魔されたりして失敗に終わっている（それどころか逆に散々な目に遭っている）。旧吹き替え版では事あるごとに「いーっひっひっひっひ」と不気味に笑っている。

### スプラッシュ・マウンテン
東京ディズニーランドでの呼称はきつねどん、ずるぎつね（ブレア・ラビットから）で、声は旧吹き替え版の関時男が担当。基本的に映画と同様の役回りだが、アトラクションではブレア・ラビットを茨の茂みに投げ入れる役がブレア・ベアに変更されている。